# Sainte-Gauburge-Sainte-Colombe
 Sainte-Gauburge-Sainte-Colombe  es una población y comuna francesa, situada en la región de Baja Normandía, departamento de Orne, en el distrito de Argentan y cantón de Le Merlerault.

## Demografía
| 1319 | 1317 | 1294 | 1233 | 1194 | 1245 |
| Para los censos de 1962 a 1999 la población legal corresponde a la población sin duplicidades (Fuente: INSEE [Consultar]) |      |      |      |      |      |